# Scott Hogan
Scott Andrew Hogan (Irlam, 13 april 1992) is een Engels voetballer die doorgaans als aanvaller speelt.
Hij verruilde Brentford in januari 2017 voor Aston Villa. Hogan debuteerde in 2018 in het Iers voetbalelftal.

## Clubcarrière
Hogan speelde bij diverse clubs in de lagere afdelingen. Tijdens het seizoen 2013/14 maakte hij zeventien treffers in 34 competitieduels voor Rochdale in de League Two. In juli 2014 werd de aanvaller verkocht aan Brentford. Op 30 augustus 2014 debuteerde hij voor zijn nieuwe club in de Championship tegen Rotherham United. Zijn eerste competitiedoelpunt volgde op 16 april 2016 tegen Bristol City. Hogan speelde tweeënhalf seizoen op Griffin Park voordat hij in januari 2017 verkaste naar Aston Villa. Hier kwam hij na het seizoen 2017/18 onder de nieuwe trainer Dean Smith weinig aan spelen toe en de club verhuurde hem in het seizoen 2018/19 aan Sheffield United en in het seizoen 2019/20 aan Stoke City en Birmingham City.